# Кремпа (Західнопоморське воєводство)
Кремпа (пол. Krępa) — село в Польщі, у гміні Боболиці Кошалінського повіту Західнопоморського воєводства.
Населення — 201 особа (2011).

## Демографія
Демографічна структура станом на 31 березня 2011 року:
|          | Загалом | Допрацездатний вік | Працездатний вік | Постпрацездатний вік |
| -------- | ------- | ------------------ | ---------------- | -------------------- |
| Чоловіки | 108     | 22                 | 81               | 5                    |
| Жінки    | 93      | 15                 | 57               | 21                   |
| Разом    | 201     | 37                 | 138              | 26                   |